# Paragastrozona quinquemaculata
Paragastrozona quinquemaculata är en tvåvingeart som beskrevs av Wang 1996. Paragastrozona quinquemaculata ingår i släktet Paragastrozona och familjen borrflugor. Inga underarter finns listade i Catalogue of Life.